# Theobald III van Blois
Theobald III van Blois (1012 – 30 september 1089) was de oudste zoon van Odo II van Blois uit diens tweede huwelijk met Irmgard van Auvergne, en wist diens machtige positie en bezittingen voor een groot deel te behouden. 
Theobald heeft in 1026 voor zijn vader gevochten bij Saumur en in 1037 in de slag bij Bar-le-Duc (Meuse) waar zijn vader sneuvelde. Na de dood van zijn vader erfde Theobald Blois, Chartres, Dunois, Meaux, Sancerre, Châteaudun, Tours, Sens, Beauvais, Château-Thierry, Provins en Saint-Florentin (Yonne). Theobald en zijn broer Stefanus II van Champagne weigerden aanvankelijk om aan koning Hendrik I van Frankrijk de eed van trouw te zweren, waarop die hen met steun van Anjou aanviel. Uiteindelijk versloeg Godfried II van Anjou Theobald en Stefanus in de slag bij Nouy (bij Saint-Martin-le-Beau) en was Theobald gedwongen om Tours aan Anjou af te staan. In ruil voor Sens en Beauvais verzoende Theobald zich daarna met koning Hendrik en sloot een verbond met hem tegen Anjou. Theobald kreeg de functie van paltsgraaf. Ook verstootte hij zijn vrouw Gersende van Maine, mogelijk wegens de banden van haar familie met Anjou.
Stefanus overleed in 1048 en Theobald bezette met steun van keizer Hendrik III diens goederen in Champagne hoewel Stefanus' zoon Odo II van Champagne zich daar nog lang tegen verzette. Theobald steunde in 1054 koning Hendrik tegen Normandië en huldigde in datzelfde jaar keizer Hendrik te Mainz voor zijn Lotharingse bezittingen. In 1066 werd hij formeel graaf van Champagne omdat zijn neef zijn aanspraken opgaf en in het gevolg van Willem de Veroveraar naar Engeland trok. Theobald deelde in 1074 zijn macht met zijn zoon Stefanus. Hij was in 1081 nog gastheer van het concilie van Meaux en steunde de paus tegen de koning. Theobald werd begraven in de Sint-Maartenskerk te Épernay.
Hij was gehuwd met:
- Garsende, dochter van graaf Herbert I van Maine, verstoten door Theobald en hertrouwd met Albert Azzo II van Este. Zij kregen een zoon:
  - Stefanus II (1046-1102)
- Adelheid, dochter van graaf Rudolf IV van Vexin-Valois-Amiens, erfgename van het graafschap Bar-sur-Aube. Zij kregen drie zoons:
  - Odo III van Troyes († 1093)
  - Filips, 1093 bisschop van Chalon-sur-Marne,
  - Hugo I van Champagne († 1126).

## Voorouders
| Voorouders van Theobald III van Blois (1012-1089) | Voorouders van Theobald III van Blois (1012-1089)                  | Voorouders van Theobald III van Blois (1012-1089)                  | Voorouders van Theobald III van Blois (1012-1089)                    | Voorouders van Theobald III van Blois (1012-1089)                    | Voorouders van Theobald III van Blois (1012-1089)             | Voorouders van Theobald III van Blois (1012-1089)             | Voorouders van Theobald III van Blois (1012-1089)             | Voorouders van Theobald III van Blois (1012-1089)             |
| ------------------------------------------------- | ------------------------------------------------------------------ | ------------------------------------------------------------------ | -------------------------------------------------------------------- | -------------------------------------------------------------------- | ------------------------------------------------------------- | ------------------------------------------------------------- | ------------------------------------------------------------- | ------------------------------------------------------------- |
| Overgrootouders                                   | Theobald I van Blois (905-978) ∞ Liutgard van Vermandois (914-978) | Theobald I van Blois (905-978) ∞ Liutgard van Vermandois (914-978) | Koenraad van Bourgondië (922–993) ∞ Mathilde van Frankrijk (943-992) | Koenraad van Bourgondië (922–993) ∞ Mathilde van Frankrijk (943-992) | Robert II van Clermont (-) ∞ ? (-)                            | Robert II van Clermont (-) ∞ ? (-)                            | ? (-) ∞ ? (-)                                                 | ? (-) ∞ ? (-)                                                 |
| Grootouders                                       | Odo I van Blois (950-996) ∞ Bertha van Bourgondië (967-1010)       | Odo I van Blois (950-996) ∞ Bertha van Bourgondië (967-1010)       | Odo I van Blois (950-996) ∞ Bertha van Bourgondië (967-1010)         | Odo I van Blois (950-996) ∞ Bertha van Bourgondië (967-1010)         | Willem IV van Auvergne (–1018) ∞ ? (-)                        | Willem IV van Auvergne (–1018) ∞ ? (-)                        | Willem IV van Auvergne (–1018) ∞ ? (-)                        | Willem IV van Auvergne (–1018) ∞ ? (-)                        |
| Ouders                                            | Odo II van Blois (983-1037) ∞ Irmgard van Auvergne (990-1040)      | Odo II van Blois (983-1037) ∞ Irmgard van Auvergne (990-1040)      | Odo II van Blois (983-1037) ∞ Irmgard van Auvergne (990-1040)        | Odo II van Blois (983-1037) ∞ Irmgard van Auvergne (990-1040)        | Odo II van Blois (983-1037) ∞ Irmgard van Auvergne (990-1040) | Odo II van Blois (983-1037) ∞ Irmgard van Auvergne (990-1040) | Odo II van Blois (983-1037) ∞ Irmgard van Auvergne (990-1040) | Odo II van Blois (983-1037) ∞ Irmgard van Auvergne (990-1040) |